# Catacomba di Sant'Ilaria
La catacomba di Sant'Ilaria è una piccola catacomba di Roma, posta sul lato sinistro di via Salaria, sotto l'odierna Villa Ada, nel moderno quartiere Parioli.
Questo complesso cimiteriale fu unito in epoca recente (XVIII secolo circa) dai corpisantari (ricercatori di reliquie e tombaroli) al vicino cimitero dei Giordani, attraverso l'apertura di una stretta galleria di comunicazione. Questa catacomba fu visitata da Antonio Bosio sul finire del Cinquecento, che ne descrisse alcune pitture nella sua opera postuma Roma sotterranea. Poche sono visibili oggi: tra queste la scena dipinta nel cosiddetto arcosolio dell'auriga, ove però sono rimasti solo le teste dei cavalli e di una figura in corsa.
Si accede alla catacomba di Sant'Ilaria tramite un ingresso moderno, che conduce, dopo la visita alla nostra catacomba, a quella dei Giordani.